# Liang Kuang-lie
Liang Kuang-lie (čínsky pchin-jinem Liáng Guāngliè, znaky 梁光烈; prosinec 1940 – 12. listopadu 2024) byl čínský komunistický voják a politik, státní poradce a ministr národní obrany (obojí 2008–2013), náčelník generálního štábu (2002–2007). Předtím velel Nankingskému (1999–2002) a Šenjangskému (1997–1999) vojenskému okruhu, sloužil ve velení Pekingského vojenského okruhu (1993–1997). Současně působil ve vedení KS Číny jako kandidát (1987–1997) a člen (1997–2012) ústředního výboru a člen ústřední vojenské komise (2002–2012). Paralelně s členství ve stranické ústřední vojenské komisi byl i členem ústřední vojenské komise Čínské lidové republiky (2003–2013).

## Život
Liang Kuang-lie se narodil v prosinci 1940 v okresu San-tchaj na severu provincie S’-čchuan. Od roku 1958 sloužil v Čínské lidové osvobozenecké armádě (ČLOA) jako řadový voják 1. divize 1. armády. Roku 1959 vstoupil do Komunistické strany Číny. Postupoval ve funkcích, až na důstojníka operačního a výcvikového oddělení štábu 1. divize, mezitím v letech 1963–1964 studoval na pěchotní škole v Sin-jangu.
Roku 1970 byl přeložen na velitelství Wuchanského vojenského okruhu, kde sloužil jako důstojník, později zástupce náčelníka, operačního oddělení štábu okruhu. Od roku 1979 velel 58. divizi 20. armády. Účastnil se války s Vietnamem roku 1979. V letech 1982–1983 studoval na krátkodobém kurzu vojenské akademie ČLOA. Poté sloužil jako zástupce velitele 20. armády, od roku 1985 pět let 20. armádě velel, načež převzal velení nad 58. armádou. V listopadu 1987 byl na XIII. sjezdu KS Číny zvolen kandidátem ústředního výboru (znovuzvolen roku 1992, kandidátem ÚV zůstal do roku 1997). Při zavedení vojenských hodností roku 1988 obdržel hodnost generálmajora.
Roku 1993 byl jmenován náčelníkem štábu Pekingského vojenského okruhu, roku 1995 zástupcem velitele téhož okruhu a byl povýšen na generálporučíka. Roku 1997 převzal velení nad Šenjangským vojenským okruhem a v září 1997 byl na XV. sjezdu KS Číny zvolen členem ústředního výboru (znovuzvolen roku 2002 a 2007, členem ÚV zůstal do roku 2012). Od roku 1999 velel Nankingskému vojenskému okruhu. Jako velitel Nankingského vojenského okruhu věnoval velkou pozornost nácviku obojživelných a vyloďovacích operací, zjevně zaměřených proti Tchaj-wanu.
Na XVI. sjezdu KS Číny v listopadu 2002 byl kromě opětovného zvolení do ústředního výboru vybrán i mezi členy ústřední vojenské komise a současně byl jmenován náčelníkem generálního štábu, současně byl povýšen na generálplukovníka. Od března 2003 byl i členem ústřední vojenské komise Čínské lidové republiky (do března 2013). Náčelníkem generálního štábu zůstal do září 2007, kdy ho nahradil Čchen Ping-te. Vzápětí byl na XVII. sjezdu KS Číny v říjnu 2007 potvrzen ve stranických funkcích a v březnu 2008 v nové vládě obdržel funkce státního poradce a ministra národní obrany.
Na XVIII. sjezdu KS Číny v listopadu 2012 již nebyl zvolen do stranických funkcí a v březnu 2013 se změnou vlády odešel do penze.